# Codice Chigi

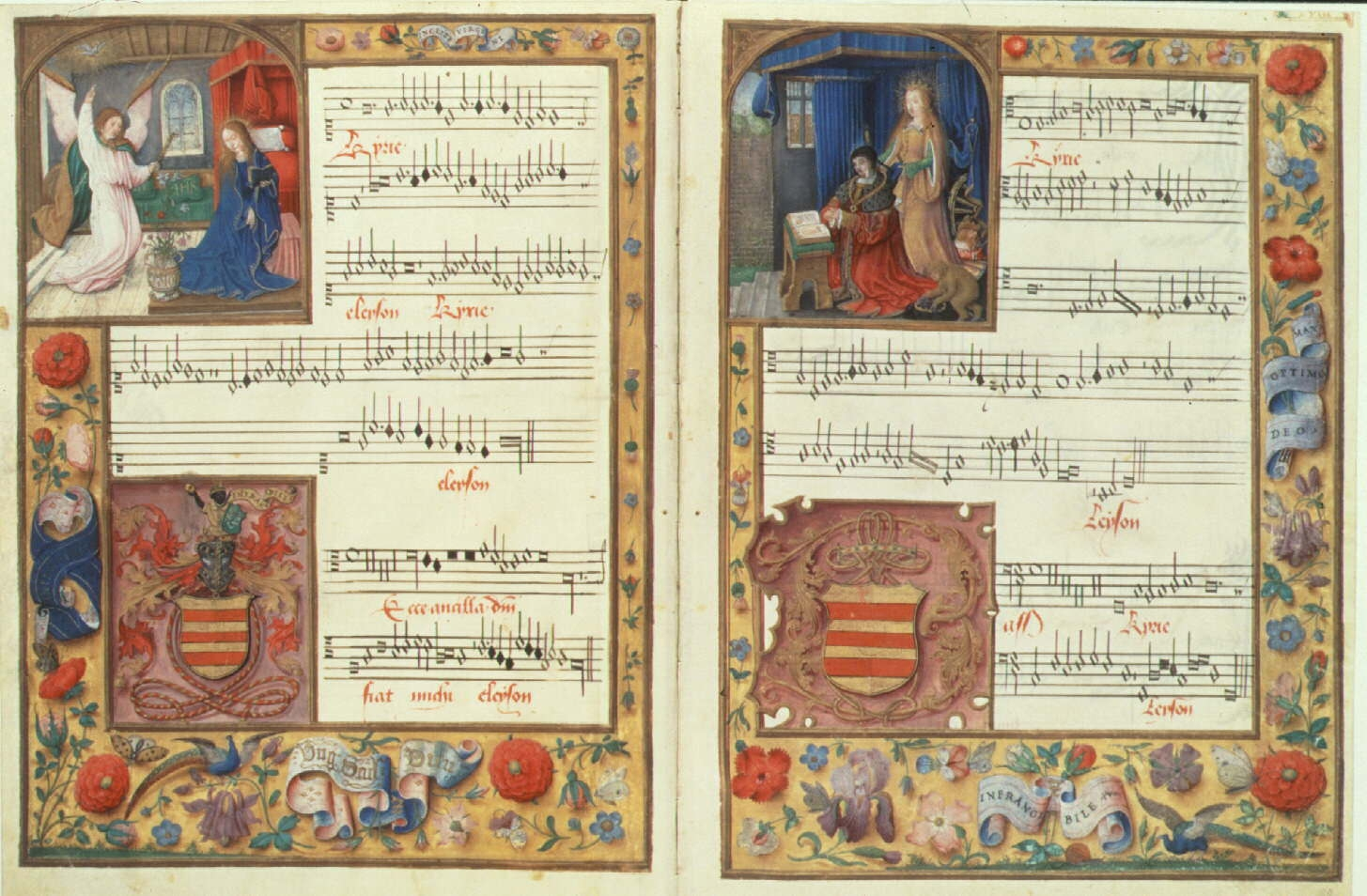
Pagina miniata del Codice Chigi con un Kyrie di Ockeghem dalla Missa Ecce ancilla Domini.

Il Codice Chigi è un codice musicale manoscritto originario delle Fiandre. Secondo Herbert Kellman, venne redatto fra il 1498 ed il 1503, probabilmente su richiesta di Filippo I di Castiglia. Esso è conservato nella Biblioteca Vaticana al numero di catalogo Chigiana, C. VIII. 234.

## Storia
Il codice Chigi, probabilmente realizzato a Gand nella bottega del Maestro delle Hortulus Animae, è notevole non solo per le sue pagine miniate in vivaci colori, ma anche per la chiarezza e leggibilità della sua notazione musicale. 
Esso contiene un catalogo quasi completo delle messe polifoniche di Johannes Ockeghem e una collezione di altre cinque, relativamente precoci, basate sulla melodia L'homme armé.
Numerosi folia vennero aggiunti al codice originale in un momento successivo alla creazione del manoscritto. Essi sono indicati nella lista sottostante.
Il manoscritto contiene le opere seguenti (come indicate nell'articolo di Kellman):
- Alexander Agricola
  - Missa In myne zyn (senza Kyrie)

- Antoine Brumel
  - Missa L'homme armé

- Antoine Busnois
  - Missa L'homme armé

- Antoine de Févin
  - Sancta Trinitas unus Deus (aggiunta)

- Gaspar van Weerbeke
  - Stabat mater

- Heinrich Isaac
  - Angeli archangeli

- Jacobus Barbireau
  - Missa Virgo parens Christi (senza Agnus Dei)

- Jean Mouton
  - Quis dabit oculis (aggiunta, non attribuita)

- Johannes Ockeghem
  - Ave Maria (aggiunta)
  - Intemerata Dei Mater
  - Missa Mi-mi
  - Missa Ecce ancilla Domini
  - Missa L'homme armé
  - Missa Fors seulement (Kyrie, Gloria e Credo soltanto)
  - Missa sine nomine (Kyrie, Gloria e Credo soltanto)
  - Missa Ma maistresse (Kyrie e Gloria)
  - Missa Caput
  - Missa De plus en plus
  - Missa Au travail suis
  - Missa cuiusvis toni
  - Missa Prolationum
  - Missa quinti toni
  - Missa pro defunctis

- Johannes Regis
  - Celsi tonantis
  - Clangat plebs
  - Lauda Sion Salvatorem
  - Lux solempnis (non attribuita)
  - O admirabile commercium

- Josquin des Prez
  - Missa L'homme armé sexti toni (Kyrie, Gloria e Credo soltanto)
  - Stabat mater

- Loyset Compère
  - Ave Maria (aggiunta)
  - Missa L'homme armé
  - Sancte Michael ora pro nobis (aggiunta, non attribuita)
  - Sile frago ac rerum (non attribuita)

- Pierre de la Rue
  - Credo Sine nomine
  - Missa Almana

- Opere anonime
  - Ave rosa speciosa
  - Regina coeli (aggiunta)
  - Vidi aquam (aggiunta)
  - one untexted mottetto